# Ondřej Hotárek
Ondřej Hotárek (* 25. ledna 1984 v Brně) je česko-italský krasobruslař. V roce 2013 získal na Mistrovství Evropy v krasobruslení bronzovou medaili. Je trojnásobným mistrem Itálie v krasobruslení sportovních dvojic.
Krasobruslení se začal věnovat v roce 1989, od 90. let 20. století reprezentoval Českou republiku v kategorii mužů. Od roku 2006 reprezentuje Itálii, kam se přestěhoval o rok dříve. V současnosti je jeho krasobruslařskou partnerkou Valentina Marchei. Před ní byla jeho krasobruslařskou partnerkou Stefania Bertonová.